# Apeadeiro de Limede-Cadima
O Apeadeiro de Limede - Cadima, originalmente conhecido como Limêde - Cadima, é uma interface encerrada do Ramal da Figueira da Foz, que servia as localidades de Lemede e Cadima, no distrito de Coimbra, em Portugal.

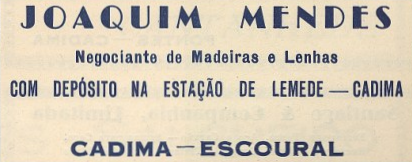
Publicidade ao negociante de madeiras Joaquim Mendes, sedeado na aldeia de Cadima, com um depósito na gare de Limede-Cadima, então com a categoria de estação. Note-se a utilização da grafia alternativa para o nome do apeadeiro, Lemede

## História

### Inauguração
O Ramal da Figueira da Foz foi inaugurado em 3 de Agosto de 1882, pela Companhia dos Caminhos de Ferro Portugueses da Beira Alta, sendo então considerado como parte da Linha da Beira Alta.

### Século XX
Em 1902, as populações das freguesias de Cadima, Tocha e Outil, e do lugar de Limede, fizeram uma petição à Companhia da Beira Alta para a construção de um armazém e as correspondentes vias de acesso junto ao Apeadeiro de Limede, de forma a receber a classificação de estação e fazer o serviço de mercadorias em pequena e grande velocidade.
Em 1933, a Companhia da Beira Alta prolongou a plataforma de Limede em 13 m, para o lado da Figueira da Foz, e abriu um novo caminho de acesso, com uma cancela em madeira, e em 1934 construiu uma serventia de acesso ao cais «Cardoso». Em 1935, foram feitas obras de reparação nos edifícios da estação e da arrecadação, e os pavimentos de betonilha foram substituídos por soalho. Em 1939, foram instalados quatro novos prumos de carril para suporte das correntes da passagem de nível.
Em 1946, a Companhia da Beira Alta foi integrada na Companhia dos Caminhos de Ferro Portugueses, que começou a explorar a Linha da Beira Alta em 1 de janeiro do ano seguinte. Um despacho da Direcção-Geral de Caminhos de Ferro de 28 de maio de 1949, publicado no Diário do Governo n.º 132, II Série, de 9 de junho, aprovou um projecto da Companhia dos Caminhos de Ferro Portugueses para modificar os quadros de distâncias de aplicação na Linha da Beira Alta, de forma a dar distâncias próprias a vários apeadeiros, incluindo Limede - Cadima.

### Encerramento
Por motivos de segurança, o Ramal da Figueira da Foz foi encerrado ao tráfego ferroviário pela Rede Ferroviária Nacional em 5 de janeiro de 2009. A empresa Comboios de Portugal assegurou, até 1 de janeiro de 2012, um serviço rodoviário de substituição.